# Varhaňovce
Varhaňovce est un village de Slovaquie situé dans la région de Prešov.

## Histoire
Première mention écrite du village en 1393.

## Démographie

### Évolution de la population
| Année:               | 1994. | 2004.    | 2014.    | 2024.    |
| -------------------- | ----- | -------- | -------- | -------- |
| Nombre de personnes: | 897   | 1107     | 1426     | 1604     |
| Différence:          |       | +23,41 % | +28,81 % | +12,48 % |

| Année:               | 2023. | 2024.   |
| -------------------- | ----- | ------- |
| Nombre de personnes: | 1569  | 1604    |
| Différence:          |       | +2,23 % |